# Коко, Франческо
Франче́ско Коко (итал. Francesco Coco; 8 января 1977, Патерно, Катания) — итальянский футболист. Играл на позиции левого защитника.
За свою карьеру играл за такие клубы, как «Милан», «Виченца», «Торино», «Барселона», «Интер» и «Ливорно».
В период с 2000 по 2002 год выступал за национальную сборную Италии, сыграл в её составе 17 матчей. Участник чемпионата мира 2002 года.
11 сентября 2007 года 30-летний Франческо объявил о завершении своей карьеры из-за серии травм. Он участвовал в итальянской версии австралийского реалити-шоу Celebrity Survivor.

## Клубная карьера
Франческо Коко родился 8 января 1977 года в итальянском городе Патерно.
Является воспитанником «Милана», Академию которого закончил в 1995 году, в том же году подписал с «россонери» свой первый профессиональный контракт.
Был частью сделки при покупке «Милана» у «Интера» голландца Кларенса Зеедорфа.

## Международная карьера
Дебютировал за «скуадру адзурру» 7 октября 2000 года в отборочном матче на ЧМ 2002 против Румынии.

### Матчи и голы за сборную Италии
| №  | Дата            | Место                    | Оппонент         | Счёт | Голы | Соревнование            |
| 1  | 7 октября 2000  | Милан, Италия            | Румыния          | 3:0  | —    | Отборочный матч ЧМ 2002 |
| 2  | 11 октября 2000 | Анкона, Италия           | Грузия           | 2:0  | —    | Отборочный матч ЧМ 2002 |
| 3  | 15 ноября 2000  |                          | Англия           | 1:0  | —    | Товарищеский матч       |
| 4  | 28 февраля 2001 |                          | Аргентина        | 1:2  | —    | Товарищеский матч       |
| 5  | 28 марта 2001   | Триест, Италия           | Литва            | 4:0  | —    | Отборочный матч ЧМ 2002 |
| 6  | 25 апреля 2001  |                          | ЮАР              | 1:0  | —    | Товарищеский матч       |
| 7  | 1 сентября 2001 | Каунас, Литва            | Литва            | 0:0  | —    | Отборочный матч ЧМ 2002 |
| 8  | 5 сентября 2001 |                          | Марокко          | 1:0  | —    | Товарищеский матч       |
| 9  | 6 октября 2001  | Парма, Италия            | Венгрия          | 1:0  | —    | Отборочный матч ЧМ 2002 |
| 10 | 7 ноября 2001   |                          | Япония           | 1:1  | —    | Товарищеский матч       |
| 11 | 13 февраля 2002 |                          | США              | 1:0  | —    | Товарищеский матч       |
| 12 | 27 марта 2002   |                          | Англия           | 2:1  | —    | Товарищеский матч       |
| 13 | 18 мая 2002     |                          | Чехия            | 0:1  | —    | Товарищеский матч       |
| 14 | 13 июня 2002    | Оита, Япония             | Мексика          | 1:1  | —    | ЧМ 2002                 |
| 15 | 18 июня 2002    | Тэджон, Республика Корея | Республика Корея | 1:2  | —    | ЧМ 2002                 |
| 16 | 21 августа 2002 |                          | Словения         | 0:1  | —    | Товарищеский матч       |
| 17 | 7 сентября 2002 | Баку, Азербайджан        | Азербайджан      | 2:0  | —    | Отборочный матч ЧЕ 2004 |

Итого: 17 матчей / 2 гола пропущено; 3 победы, 1 ничья, 0 поражений.

## Достижения
- Чемпион Италии: 1995/96, 1998/99, 2006/07
- Обладатель Кубка Италии: 2004/05
- Обладатель Суперкубка Италии: 2006
- Чемпион Европы среди молодёжных команд: 2000